# 星球虫
星球虫（学名：Astrosphaera hexagonalis）为星球虫科星球虫属的动物。分布于太平洋、印度洋、日本，包括东海等海域。